# 양양연어축제
양양연어축제는 강원특별자치도 양양군에서 개최하는 축전이다.